# Тархунтасса

Локализация основных регионов и городов Анатолии хеттского периода

Тархунтасса (𒀭𒅎𒋫𒀸𒊭 — хетт. Tarḫuntašša) — бывшее царство и город эпохи позднего бронзового века на территории Анатолии. Существовали во второй половине II тыс. до н. э., в период гегемонии Хеттского царства. Точное местонахождение до настоящего времени не установлено, однако представляется вероятным искать его на территории юга Анатолии, где в классический период находились Киликия и Памфилия на основании обнаруженных надписей правителей Тархунтассы. С точки зрения хеттов Тархунтасса находилась к югу от их царства, на территориях, населённых в основном лувийцами.
Впервые Тархунтасса упоминается в хеттских документах в период правления Муваталли II (около 1295—1272 гг. до н. э.), который перенёс туда царский двор из прежней столицы, г. Хаттуса. Возможно, это перемещение было связано с тактическими соображениями, поскольку в то время Хаттусе угрожали вторгшиеся с севера каски, а также с тем, что Тархунтасса была удалена от Сирии, где в то время велись основные боевые действия. Возможно, сыграли роль и соображения религиозного характера, поскольку личным божеством Муваталли был бог грома и молнии, который одновременно покровительствовал Тархунтассе.

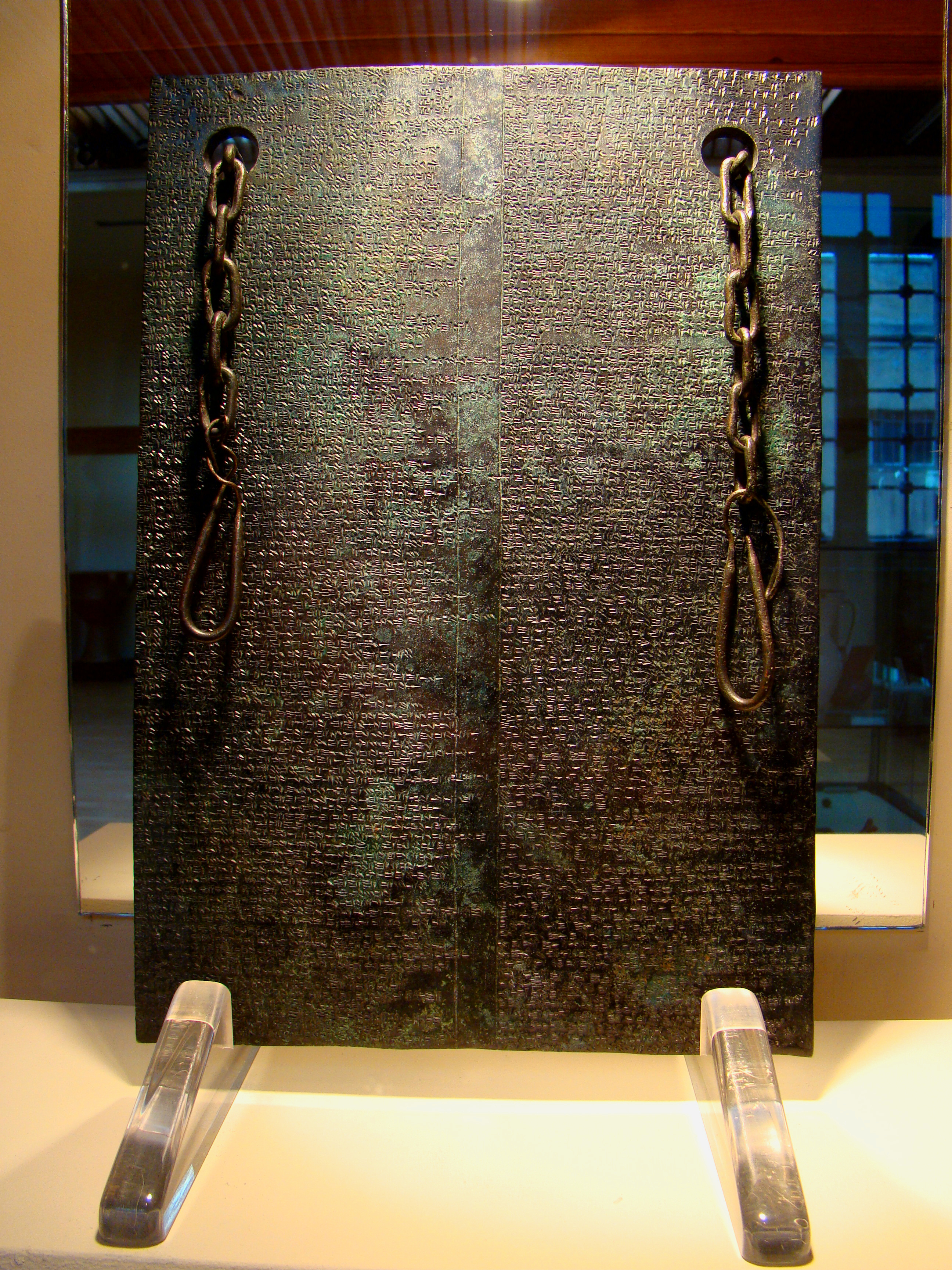
Бронзовая табличка (Хаттуса, 1235 г. до н. э.) содержит договор, в котором Тудхалия IV обещает суверенитет Тархунтассы и другую территорию Курунте и его сыновьям в будущем, хотя Курунте советуют не подражать «Великому царству» Тудхалии. «Тысячи богов» перечислены в качестве божественных свидетелей действительности этого договора.

Его сын и преемник Урхи-Тешшуб/Мурсили III (около 1272—1267 гг. до н. э.) вернул столицу в Хаттусу. Вскоре после этого его дядя Хаттусили III сверг его и превратил Тархунтассу в вотчину Курунты, также известного под именем Ульми-Тешшуб, другого сына Муваталли II и потенциального претендента на трон. Он определил границы его царства, наделил его многочисленными привилегиями в обмен на верность. Этот его статус подтвердил следующий Великий царь Хеттской империи, Тудхалия IV. Его царство простиралось далеко на юг, возможно, до побережья и порта Ура, наиболее важного в южной Анатолии.
Таким образом, Тархунтасса стала резиденцией боковой линии хеттской династии, то есть играла роль, которую ранее играли Каркемиш и Алеппо. До настоящего времени Курунта — единственный достоверно известный правитель Тархунтассы. Его связи с династией Хаттусы являются спорными: в настоящее время предполагается, что он пытался отделиться от империи во времена правления Тудхалии IV и Суппилулиумы II, и, возможно, даже предпринимал попытку нападения на Хаттусу. От него осталась выполненная лувийскими иероглифами надпись в Хатипе, в которой он носит титул «великого царя», который по тем временам полагался лишь правителю Хеттской империи, что говорит о его попытке захватить трон. Две надписи, найденные в Кызылдаге и Карадаге, упоминают некоего «Хартапу, сына Мурсили», которого некоторые исследователи рассматривают как правителя Тархунтассы, однако, скорее всего, тот правил в начале I тыс. до н. э..
Вероятно, царство Тархунтасса пало в годы волнений, которые также привели к падению Хеттской империи, в значительной мере из-за нашествия «народов моря» в начале XII века до н. э. Позднее на территории Тархунтассы существовали «новохеттские царства» (в первую очередь Табал), связь которых с прежней Тархунтассой остаётся неясной.
Площадь кургана Туркмен-Карагуюк на равнине Конья составляет 125 га, что сопоставимо с Хаттусой. Во время археологической разведки 2019 года там нашли керамику в хеттском стиле. Учёные полагают, что это и есть Тархунтасса.